# Elisabeth Pauer
Elisabeth Pauer (* 1. Mai 1983) ist eine österreichische Speerwerferin.
Bei den Leichtathletik-Weltmeisterschaften 2009 in Berlin und bei den Leichtathletik-Europameisterschaften 2010 in Barcelona schied sie in der Qualifikation aus.
Insgesamt wurde sie fünf Mal nationale Meisterin im Speerwurf (2007–2010 und 2012). 2007 wurde sie außerdem österreichische Meisterin im Siebenkampf. Sie startet für den SVS-Leichtathletik in Wien.

## Persönliche Bestleistungen
- Speerwurf: 61,43 m, 10. Juli 2010, Villach (österreichischer Rekord)
- Siebenkampf: 5058 Punkte, 24. August 2008, Linz